# Lista campioanelor Țării Galilor la fotbal
Campioanele Țării Galilor la fotbal sunt câștigătoarele eșalonului fotbalistic superior din Țara Galilor, care în acest moment este Prima Ligă Galeză, cunoscută sub numele de Liga Țării Galilor până în 2002-2003. Echipele scrise cu litere îngroșate sunt cele care au câștigat atât campionatul, cât și Cupa Țării Galilor. Echipele scrise cu litere italice sunt cele care au câștigat campionatul, Cupa Țării Galilor și Cupa Ligii Galeze în același sezon. 

## Campioane

### Liga Țării Galilor (1992–2002)
| An        | Campioana               | Vicecampioana           | Locul 3          | Golgeter                          | Goluri |
| --------- | ----------------------- | ----------------------- | ---------------- | --------------------------------- | ------ |
| 1992–1993 | Cwmbran Town            | Inter Cardiff           | Aberystwyth Town | Steve Woods (Ebbw Vale)           | 29     |
| 1993–1994 | Bangor City             | Inter Cardiff           | Ton Pentre       | Dave Taylor (Porthmadog)          | 43     |
| 1994–1995 | Bangor City             | Afan Lido               | Ton Pentre       | Frank Mottram (Bangor City)       | 31     |
| 1995–1996 | Barry Town              | Newtown                 | Conwy United     | Ken McKenna (Conwy United)        | 38     |
| 1996–1997 | Barry Town              | Inter Cardiff           | Ebbw Vale        | Tony Bird (Barry Town)            | 42     |
| 1997–1998 | Barry Town              | Newtown                 | Ebbw Vale        | Eifion Williams (Barry Town)      | 40     |
| 1998–1999 | Barry Town              | Inter Cardiff           | Cwmbran Town     | Eifion Williams (Barry Town)      | 28     |
| 1999–2000 | Total Network Solutions | Barry Town              | Cwmbran Town     | Chris Summers (Cwmbran Town)      | 28     |
| 2000–2001 | Barry Town              | Cwmbran Town            | Carmarthen Town  | Graham Evans (Caersws)            | 25     |
| 2001–2002 | Barry Town              | Total Network Solutions | Bangor City      | Marc Lloyd-Williams (Bangor City) | 47     |

### Prima Ligă A Țării Galilor (2002–present)
| An        | Campioan                | Vicecampioana           | Locul 3              | Golgeter                                      | Goluri |
| --------- | ----------------------- | ----------------------- | -------------------- | --------------------------------------------- | ------ |
| 2002–2003 | Barry Town              | Total Network Solutions | Bangor City          | Graham Evans (Caersws)                        | 24     |
| 2003–2004 | Rhyl                    | Total Network Solutions | Haverfordwest County | Graham Evans (Caersws)                        | 24     |
| 2004–2005 | Total Network Solutions | Rhyl                    | Bangor City          | Marc Lloyd-Williams (Total Network Solutions) | 31     |
| 2005–2006 | Total Network Solutions | Llanelli                | Rhyl                 | Rhys Griffiths (Port Talbot Town)             | 28     |
| 2006–2007 | The New Saints          | Rhyl                    | Llanelli             | Rhys Griffiths (Llanelli)                     | 30     |
| 2007–2008 | Llanelli                | The New Saints          | Rhyl                 | Rhys Griffiths (Llanelli)                     | 40     |
| 2008–2009 | Rhyl                    | Llanelli                | The New Saints       | Rhys Griffiths (Llanelli)                     | 31     |
| 2009–2010 | The New Saints          | Llanelli                | Port Talbot Town     | Rhys Griffiths (Llanelli)                     | 30     |
| 2010–2011 | Bangor City             | The New Saints          | Neath                | Rhys Griffiths (Llanelli)                     | 25     |
| 2011–2012 | The New Saints          | Bangor City             | Neath                | Rhys Griffiths (Llanelli)                     | 24     |
| 2012–2013 | The New Saints          | Airbus UK Broughton     | Bangor City          | Michael Wilde (The New Saints)                | 25     |
| 2013–2014 | The New Saints          | Airbus UK Broughton     | Carmarthen Town      | Chris Venables (Aberystwyth Town)             | 20     |
| 2014–2015 | The New Saints          | Bala Town               | Airbus UK Broughton  | Chris Venables (Aberystwyth Town)             | 28     |
| 2015–2016 | The New Saints          | Bala Town               | Llandudno            | Chris Venables (Bala Town)                    | 20     |
| 2016–2017 | The New Saints          | Gap Connah's Quay       | Bala Town            | Jason Oswell (Newtown)                        | 22     |

Legendă:

| câștigătoare Cupa Țării Galilor |
| câștigătoare Cupa Ligii Galeze  |
| a câștigat ambele cupe          |

## Total titluri câștigate
Șase echipe au devenit campioane.
| Club              | Câștigătoare | Vicecampioane | Anii în care au câștigat                                                                            |
| ----------------- | ------------ | ------------- | --------------------------------------------------------------------------------------------------- |
| The New Saints[3] | 11           | 5             | 1999–2000, 2004–05, 2005–06, 2006–07, 2009–10, 2011–12, 2012–13, 2013–14, 2014-15, 2015-16, 2016-17 |
| Barry Town        | 7            | 1             | 1995–96, 1996–97, 1997–98, 1998–99, 2000–01, 2001–02, 2002–03                                       |
| Bangor City       | 3            | 1             | 1993–94, 1994–95, 2010–11                                                                           |
| Rhyl              | 2            | 2             | 2003–04, 2008–09                                                                                    |
| Llanelli          | 1            | 3             | 2007–08                                                                                             |
| Cwmbran Town      | 1            | 3             | 1992–93                                                                                             |